# Fabio Grassi
Fabio Grassi (ur. 19 listopada 1983 w Codigoro) włoski siatkarz występujący obecnie w Serie A, w drużynie Marmi Lanza Werona. Gra na pozycji przyjmującego. Mierzy 195 cm.

## Kariera
- 1999–2001  Aesse Werona
- 2001–2003  Piston Palazzolo
- 2003–2006  Fortitudo Mozzecane
- 2006–  Marmi Lanza Werona